# Liptovské Revúce
Liptovské Revúce (Hongaars: Háromrevuca) is een Slowaakse gemeente in de regio Žilina, en maakt deel uit van het district Ružomberok.
Liptovské Revúce telt 1.616 inwoners.